# AL Hirschberg
Außenlager Hirschberg – filia niemieckiego obozu koncentracyjnego Groß-Rosen w Jeleniej Górze na Dolnym Śląsku, jeden z licznych podobozów Gross Rosen.
Utworzony w maju 1944 roku po byłym obozie pracy zwanym SS-Sonderbauftrand działającym przy fabryce celulozy i włókien sztucznych (niem. Schlesiche Zellwolle A.G. - Hirschberg im Riesengebirge). Obóz męski dla więźniów żydowskich. W październiku 1944 roku do obozu trafiło 70 Żydów z Auschwitz-Birkenau. Na początku 1945 roku, w związku z likwidacją AL Bolkenhain, do obozu przybyło około 500 więźniów żydowskich. Ewakuację obozu rozpoczęto pod koniec lutego 1945 roku.